# Pavarolo
Pavarolo (Pavareul in piemontese) è un comune italiano di 1 167 abitanti situato nella città metropolitana di Torino, in Piemonte. Il comune si trova sul versante sud delle colline del Po, sopra di un complesso di rocce sedimentarie risalenti al periodo terziario, compresso tra 55 e 5 milioni di anni fa. Il territorio del comune è principalmente boscoso ed è attraversato dai torrenti Bossola, Boie e Morto, che sono spesso in secca per diversi mesi all'anno.

## Origini del nome
Il toponimo viene indicato in diversi modi: Pavairolus, Pavairolius, Pavarolius; secondo l'opinione di alcuni studiosi deriva dalla voce dialettale paver, ovvero "giunco", il cui uso non è però documentato in Piemonte.

## Storia
La prima menzione del luogo, del suo castello e della Cappella di San Secondo risale a un diploma imperiale del 1047 di Enrico III. In esso l'imperatore confermava ai canonici torinesi di San Salvatore molti dei possedimenti situati in terra chierese.
La località venne assegnata nel 1164 da Federico Barbarossa ai Marchesi del Monferrato e di fatto dipese sempre dal comune di Chieri che, nel 1235, riconobbe "cittadini e confederati" i suoi signori. Pavarolo seguì le sorti del suo alleato più potente quando Chieri si sottomise ai Savoia nel 1347. Verso la fine del XIV secolo, durante il conflitto che vide contrapposti i Savoia e i Monferrato, fu assediata e conquistata dalle milizie di Facino Cane al servizio dei Marchesi del Monferrato e solo nel maggio del 1400 fu liberata dai chieresi.
Dalla successiva e definitiva pace, siglata nel 1411, gli eventi esterni la sfiorarono marginalmente. Durante la guerra di successione spagnola fu conquistata dai francesi, ma solo per breve tempo, con Bardassano e Sciolze.

### Simboli
Lo stemma e il gonfalone del comune di Pavarolo sono stati concessi con decreto del presidente della Repubblica del 4 maggio 1983.
Il gonfalone è un drappo di bianco.

## Monumenti e luoghi d'interesse
Il Castello domina la collina di Pavarolo ed è una costruzione imponente risalente al XIV secolo, modificata nel corso dei secoli da fortificazione ad abitazione residenziale. Vennero tolte le merlature e le antiche aperture ad arco acuto, di cui è ancora rilevabile qualche traccia, furono sostituite da una serie di finestre rettangolari. Il castello mostra nella bertesca la torretta pensile a forma di cilindro munita di feritoie che domina uno spigolo del castello.

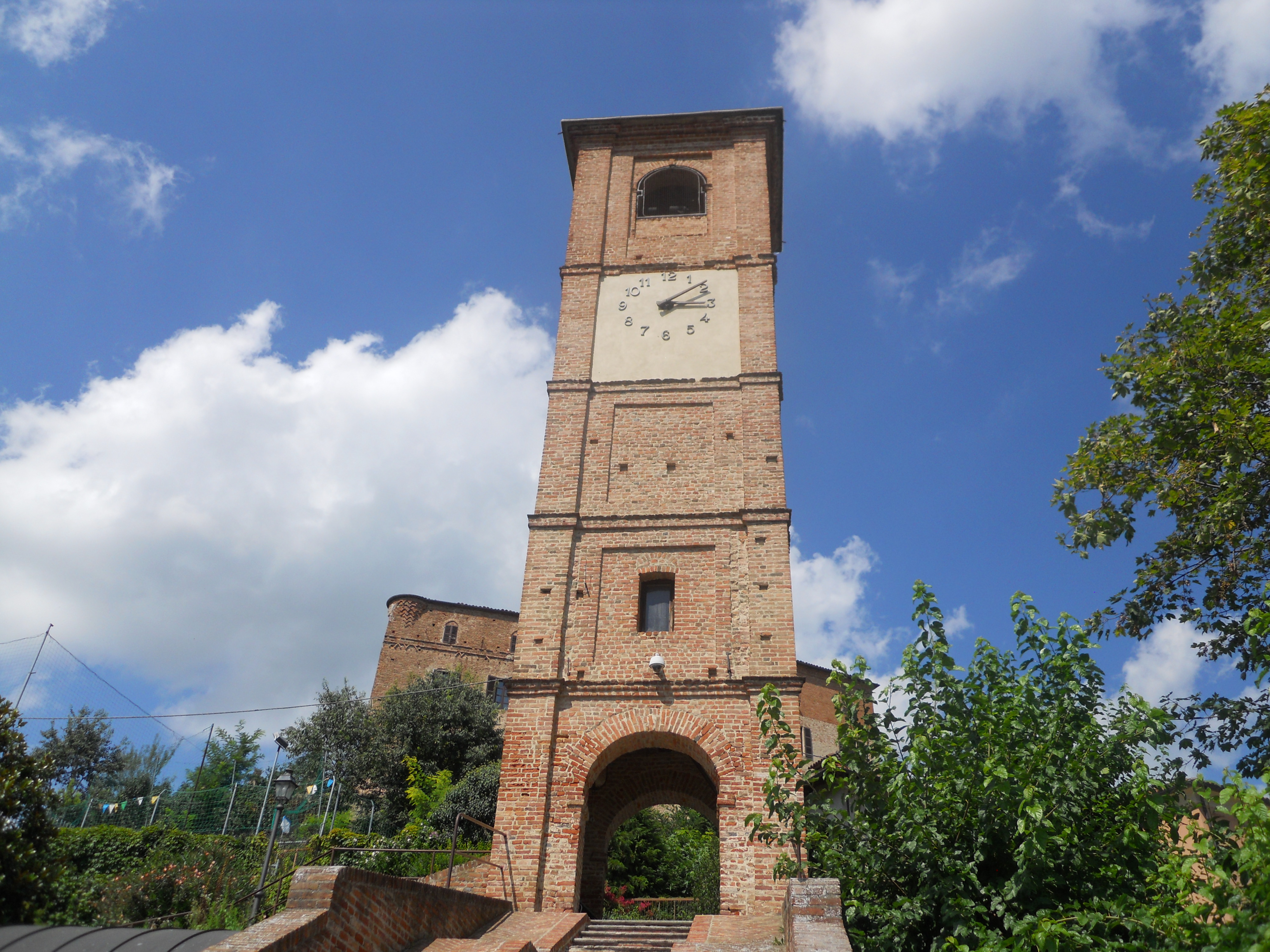
Veduta della torre, simbolo di Pavarolo

Ai piedi del castello si innalza, isolata dagli edifici adiacenti, la torre, simbolo del paese, rappresentata anche nello stemma del comune. L'edificio, che presenta alla base un'apertura dalla quale svetta una scalinata, ha dato adito a diverse ipotesi circa la sua origine e la sua funzione: torre di difesa, porta d'accesso al recinto che circondava il borgo. Sicuramente, nel XVIII secolo, fu trasformato in campanile e dotato di un orologio.
A poca distanza dalla torre si trova la parrocchiale di Santa Maria dell'Olmo. La costruzione barocca a tre navate sorge molto probabilmente nel sito della primitiva parrocchiale di San Secondo. Il santo è rappresentato in un affresco dipinto sulla volta della navata centrale, che presenta sullo sfondo lo stesso comune, riconoscibile per i suoi monumenti caratteristici (castello, chiesa, torre). La Vergine dell'Olmo invece è raffigurata in un quadro posto dietro l'altare maggiore.
Nel territorio sono anche presenti, oltre a un cospicuo numero di piloni votivi, la cappella di San Defendente, costruita verso la metà del Seicento, con il campanile eretto nel secolo successivo e la cappella interna alla chiesa contenente vari quadri votivi storici, la cappella di San Grato, meta un tempo di grande devozione, ed infine la cappella di San Sebastiano che conserva all'interno un Cristo crocefisso in ferro, opera dello scultore Romano Campagnoli.

## Società

### Evoluzione demografica
Abitanti censiti

La popolazione di Pavarolo, così come per i comuni limitrofi, ha subito fino al 1970 un calo notevole a causa dell'emigrazione e dell'inurbamento verso la città di Torino. Negli anni recenti ha conosciuto un vertiginoso aumento, collegato ad una notevole espansione edilizia favorita dalla fuga di molti torinesi dalla città.

## Economia
Il settore produttivo principale è l'agricoltura, che grazie alla crescente industrializzazione occupa solo un terzo della popolazione e quella meno giovane. Buona la produzione orticola e cerelicola, mentre è in aumento la coltivazione vitivinicola. Inoltre si allevano suini per produzioni industriali e sono presenti anche imprese artigiane e commerciali.
Il luogo è particolare per la sua bellezza e per il panorama, caratterizzato da campi coltivati a vigneto, boschi di latifoglie, prati.

## Amministrazione

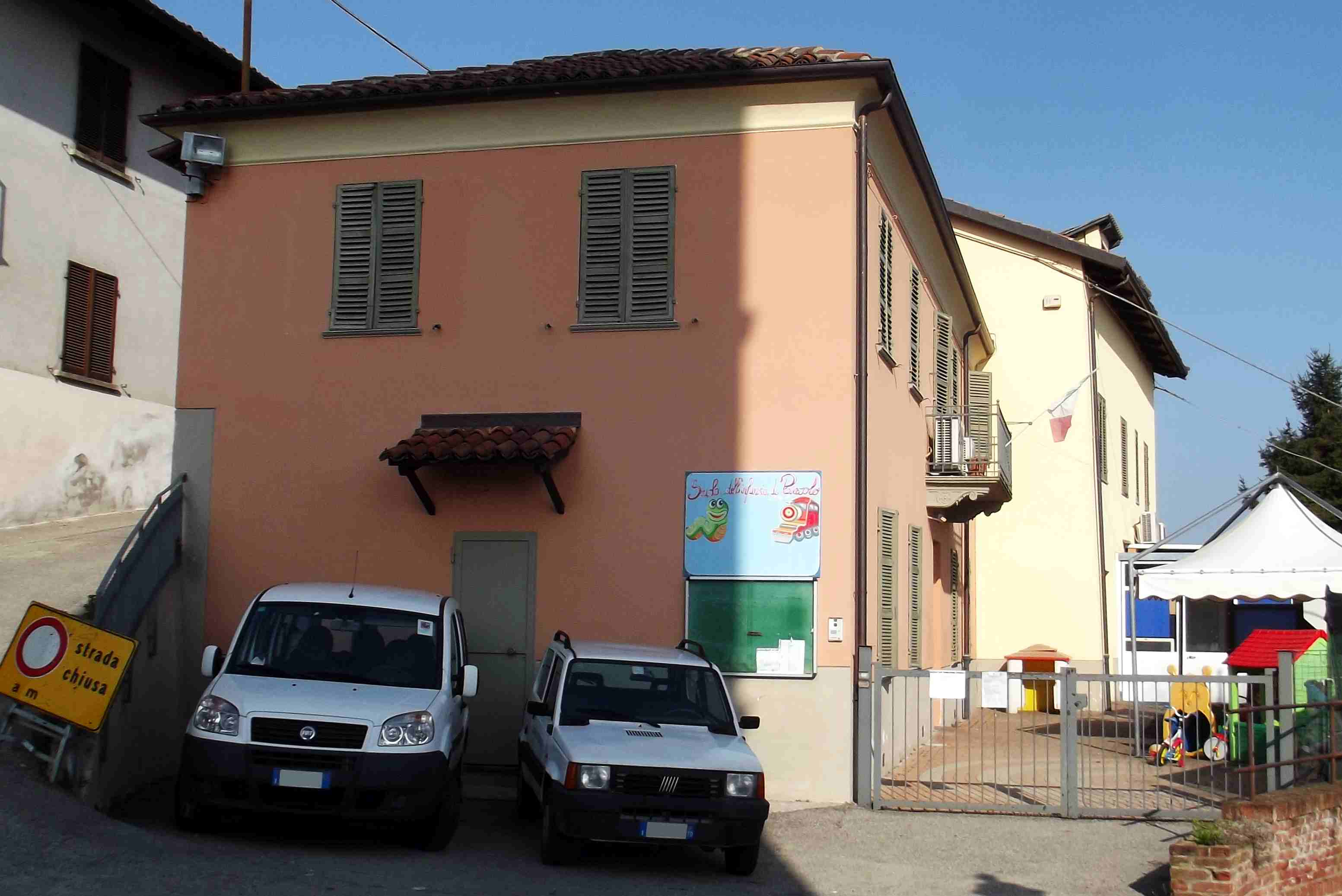
Il municipio

| Periodo        | Periodo        | Primo cittadino    | Partito                         | Carica  | Note       |
| -------------- | -------------- | ------------------ | ------------------------------- | ------- | ---------- |
| 1980           | 2004           | Enrico Roccati     | lista civica                    | Sindaco |            |
| 12 giugno 2004 | 7 giugno 2009  | Sergio Bossi       | lista civica                    | Sindaco |            |
| 7 giugno 2009  | 25 maggio 2014 | Sergio Bossi       | lista civica Uniti per Pavarolo | Sindaco | II mandato |
| 25 maggio 2014 | 12 marzo 2016  | Claudio Bertinetti | lista civica Pavarolo sei tu    | Sindaco | I mandato  |
| 11 giugno 2017 | 12 giugno 2022 | Laura Martini      | lista civica Pavarolo sei tu    | Sindaco | I mandato  |
| 12 giugno 2022 | in carica      | Laura Martini      | lista civica Pavarolo sei tu    | Sindaco | II mandato |

### Gemellaggi
- Le Cheylas

## Sport

### Calcio
La principale squadra di calcio della città è l'A.S.D. Pavarolo Calcio che milita nel campionato di Terza Categoria torinese. I colori sociali sono bianco e rosso e la sua tifoseria è costituita dagli Ultras Pavarolo gemellati con Curva Sud Beinasco.

## Nella pittura
Pavarolo è stato scelto come luogo di soggiorno da molti pittori: in particolare vi dimorò, in un villino situato in Via Maestra 31, e vi lavorò Felice Casorati, uno dei più famosi pittori del Novecento. Un suo dipinto denominato Ragazza di Pavarolo (1937) è esposto alla Galleria civica d'arte moderna e contemporanea di Torino. La sua allieva, poi moglie Daphne Maugham (1897-1982), anch'ella pittrice, dipinse molti quadri con sfondo il paese, tra cui Giardino di Pavarolo (1940) e Finestra a Pavarolo, sempre dell'anno 1940. 
Entrambi sono sepolti nel cimitero comunale, situato appena fuori dal paese.